# Championnat de Chypre de football 1998-1999
Navigation
Saison précédente Saison suivante
La saison 1998-1999 du Championnat de Chypre de football est la 61e édition officielle du championnat de première division à Chypre. Les quatorze meilleurs clubs du pays se retrouvent au sein d'une poule unique, la Cypriot First Division, où ils s'affrontent 2 fois, à domicile et à l'extérieur. En fin de saison, les 3 derniers au classement sont relégués et remplacés par les 3 meilleurs clubs de deuxième division.
L'Anorthosis Famagouste remporte un nouveau titre de champion en terminant en tête du championnat, en devançant l'Omonia Nicosie à la différence de buts mais avec 8 points d'avance sur l'APOEL Nicosie. Il s'agit du 10e titre de champion de l'histoire du club, qui manque le doublé Coupe-championnat en perdant face à l'APOEL en finale de la Coupe de Chypre.

## Les 14 clubs participants
| - Evagoras Paphos - Ethnikos Achna - Nea Salamina Famagouste - Omonia Nicosie - APOEL Nicosie - Aris Limassol - Promu de D2 - Doxa Katokopia - Promu de D2 | - AEK Larnaca - Anorthosis Famagouste - AEL Limassol - Apollon Limassol - EN Paralimni - Olympiakos Nicosie - Promu de D2 - Alki Larnaca |

## Compétition

### Classement
Le barème utilisé pour établir le classement est le suivant :
- Victoire : 3 points
- Match nul : 1 point
- Défaite : 0 point

| Rang | Équipe                  | Pts | J  | G  | N | P  | Bp | Bc | Diff |
| ---- | ----------------------- | --- | -- | -- | - | -- | -- | -- | ---- |
| 1    | Anorthosis Famagouste T | 67  | 26 | 21 | 4 | 1  | 95 | 28 | +67  |
| 2    | Omonia Nicosie          | 67  | 26 | 21 | 4 | 1  | 81 | 25 | +56  |
| 3    | APOEL Nicosie C         | 59  | 26 | 19 | 2 | 5  | 70 | 29 | +41  |
| 4    | AEK Larnaca             | 45  | 26 | 14 | 3 | 9  | 63 | 45 | +18  |
| 5    | AEL Limassol            | 44  | 26 | 13 | 5 | 8  | 55 | 39 | +16  |
| 6    | Ethnikos Achna          | 42  | 26 | 12 | 6 | 8  | 49 | 43 | +6   |
| 7    | Apollon Limassol        | 41  | 26 | 13 | 2 | 11 | 51 | 45 | +6   |
| 8    | EN Paralimni            | 32  | 26 | 8  | 8 | 10 | 55 | 64 | -9   |
| 9    | Olympiakos Nicosie P    | 29  | 26 | 8  | 5 | 13 | 40 | 49 | -9   |
| 10   | Nea Salamina            | 28  | 26 | 8  | 4 | 14 | 46 | 53 | -7   |
| 11   | Alki Larnaca            | 25  | 26 | 7  | 4 | 15 | 37 | 70 | -33  |
| 12   | Evagoras Paphos         | 22  | 26 | 6  | 4 | 16 | 30 | 66 | -36  |
| 13   | Doxa Katokopia P        | 9   | 26 | 2  | 3 | 21 | 27 | 79 | -52  |
| 14   | Aris Limassol P         | 9   | 26 | 3  | 0 | 23 | 32 | 96 | -64  |

|  | Qualification pour la Ligue des champions 1999-2000                                    |
|  | Qualification pour la Coupe UEFA 1999-2000                                             |
|  | Relégation directe en deuxième division                                                |
|  | T : Tenant du titre C : Vainqueur de la Coupe de Chypre P : Promu de deuxième division |

## Bilan de la saison
| Championnat de Chypre de football 1998-1999 |                                                |
| Champion                                    | Anorthosis Famagouste (10e titre)              |
| Coupes et trophées                          |                                                |
| Vainqueur de la Coupe de Chypre 1998-1999   | APOEL Nicosie                                  |
| Vainqueur de la Supercoupe de Chypre        | Anorthosis Famagouste                          |
| Qualifications continentales                |                                                |
| Ligue des champions 1999-2000               | Anorthosis Famagouste                          |
| Coupe UEFA 1999-2000                        | APOEL Nicosie                                  |
| Coupe UEFA 1999-2000                        | Omonia Nicosie                                 |
| Promotions et relégations                   |                                                |
| Promus en Cypriot First Division            | APOP Paphos Ethnikos Assia Anagennisi Dherynia |
| Relégués en Cypriot Second Division         | Aris Limassol Doxa Katokopia Evagoras Paphos   |